# Herman Levin (teolog)
Herman Olof Levin, född 7 mars 1862 i Stockholm, död där 26 mars 1934, var en svensk teolog och lärare.
Herman Levin var son till hovpredikanten och författaren Carl Herman Levin. Efter mogenhetsexamen i Stockholm 1881 blev han samma år student vid Uppsala universitet och teologie kandidat där 1889. Efter att ha innehaft en rad olika lärarförordnanden utnämndes han 1896 till lektor i kristendom och filosofi i Visby och blev därefter lektor i kristendom och modersmål i Västerås 1902 samt i samma ämnen vid Högre allmänna läroverket å Östermalm 1906, en befattning han innehade till 1927. Åren 1910–1932 var han föreståndare för Lyceum för flickor. Levin prästvigdes 1896 och blev teologie doktor 1917. I Visby fungerade Levin som preses vid prästmötet 1907 med en avhandling, Guds ord såsom nådemedel, och forskade i stiftets historia samt publicerade tre avhandlingar i Kyrkohistorisk årsskrift i ämnet (1902, 1904 och 1909). Hans lektorsavhandling från 1896 behandlade Religionstvång och religionsfrihet i Sverige 1686–1782. Hans Ur kyrkohistoriens källor (1908) kom att användas i undervisningen i kyrkohistoria. Levin var 1921–1923 granskningsman för läroböcker i kristendomskunskap. Han är begravd på Norra begravningsplatsen utanför Stockholm.